# Baloum (Penka-Michel)
Pour les articles homonymes, voir Baloum.
 (août 2018).
Si vous disposez d'ouvrages ou d'articles de référence ou si vous connaissez des sites web de qualité traitant du thème abordé ici, merci de compléter l'article en donnant les références utiles à sa vérifiabilité et en les liant à la section « Notes et références ».

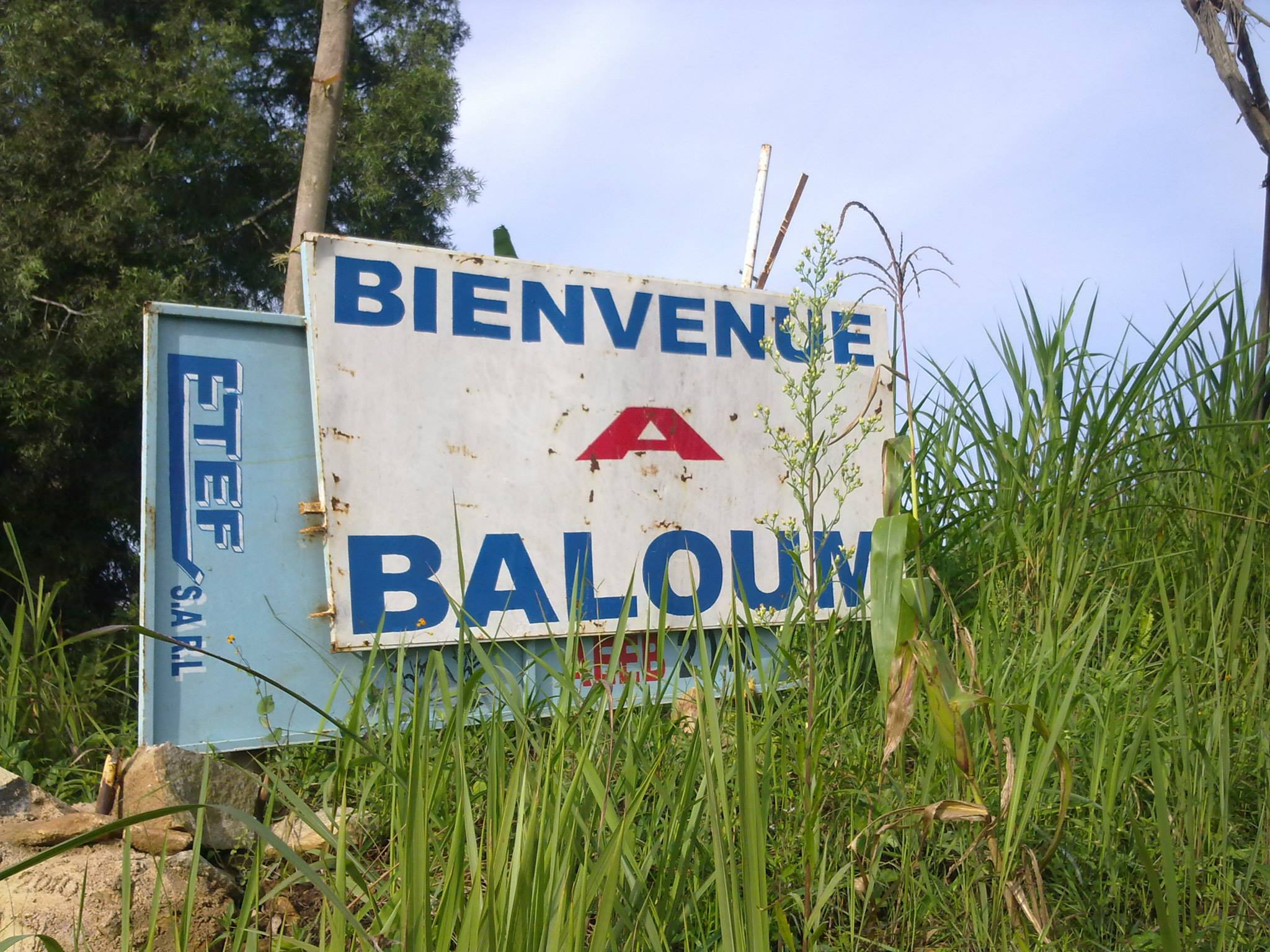
Plaque de bienvenue à l'entrée du groupement Baloum

Baloum est un groupement situé dans l'arrondissement de Penka-Michel, département de la Menoua, région de l’Ouest au Cameroun.
Le Groupement Baloum, formé de plusieurs villages, est une Chefferie traditionnelle Bamileke. Le nom du village vient du fait de la présence continue des nuages, conséquence de son positionnement sur les hauts plateaux de l'Ouest Cameroun. Ba signifiant la maison, le lieu de résidence, et par extension le peuple, Loh signifiant nuage dans les langues des voisins des Baloum. Les Baloum en eux-mêmes se qualifient comme Pèu-lou, c'est-à-dire le peuple du village des nuages.

## Géographie
Le village est situé à 9,6 km au sud du chef-lieu communal Penka-Michel et à 4 km de l'ouest de Metsam sur la route provinciale P31 (axe Penka-Michel - Bandja).

## Population
La population, qui parle principalement Yemba, est constituée  des Bamilékés (en majorité) et des Bororos (en minorité).
En 2010, Baloum comptait une population d'environ 11 745 d'habitants ; avec un âge moyen de 43 ans.

## Organisation administrative
La chefferie traditionnelle administre le groupement. La cour royale est constituée « du chef supérieur, des « Gnoulah », des « Tcheukfo », des « Nkaam » des épouses du chef et des enfants. ». L'administration de la chefferie est constituée des conseils de notables. on distingue deux conseils de notables: le conseil des 9 « Nkam neveuh » et le conseil des 7 appelés « Nkam Sabeuh »

### Conseil des 9: les Nkam Neveuh
Comme l'indique le chiffre 9, ce conseil est constitué de neuf notables appartenant à la dynastie des pères fondateurs du royaume, et ils ne font pas partie de ce conseil par volonté mais, ils sont obligés car ce sont des successeurs de leur père. Ils sont donc indéboulonnables et peuvent ainsi jouir d'une certaine indépendance vis-à-vis du roi qui ne peut en aucun cas les destituer, mais par contre, dotés des pouvoirs importants, ils peuvent bel et bien destituer le roi. Ce conseil joue un rôle d'administration politique et militaire au sein du groupement. Le roi ou le chef du groupement est souvent obligé de les consulter au préalable avant de prendre toutes décisions. Ils sont en effet le secret du choix du futur roi et ont prêté serment à garder ce secret jusqu'à la mort de ce dernier; c'est le conseil qui procède à l'arrestation du nouveau roi pour l'initier au La'akam et à son intronisation à la sortie du La'akam.

### Conseil des 7: les Nkam Sabeuh
Il est constitué de sept notables qui détiennent le pouvoir magique et religieux du groupement. La fonction de ces 7 notables du conseil est aussi héréditaire comme chez les 9. Ces sept notables sont les protecteurs du roi et de tout le groupement. Leurs pouvoirs magiques et religieux leurs honorent d'un respect par tout le village entier. Ils peuvent aussi procéder à l'arrestation du futur roi pour l'emmener au La'akam.

## Chefferie et dynastie du Groupement Baloum

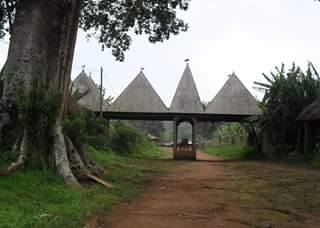
Chefferie du Groupement Baloum en 2011

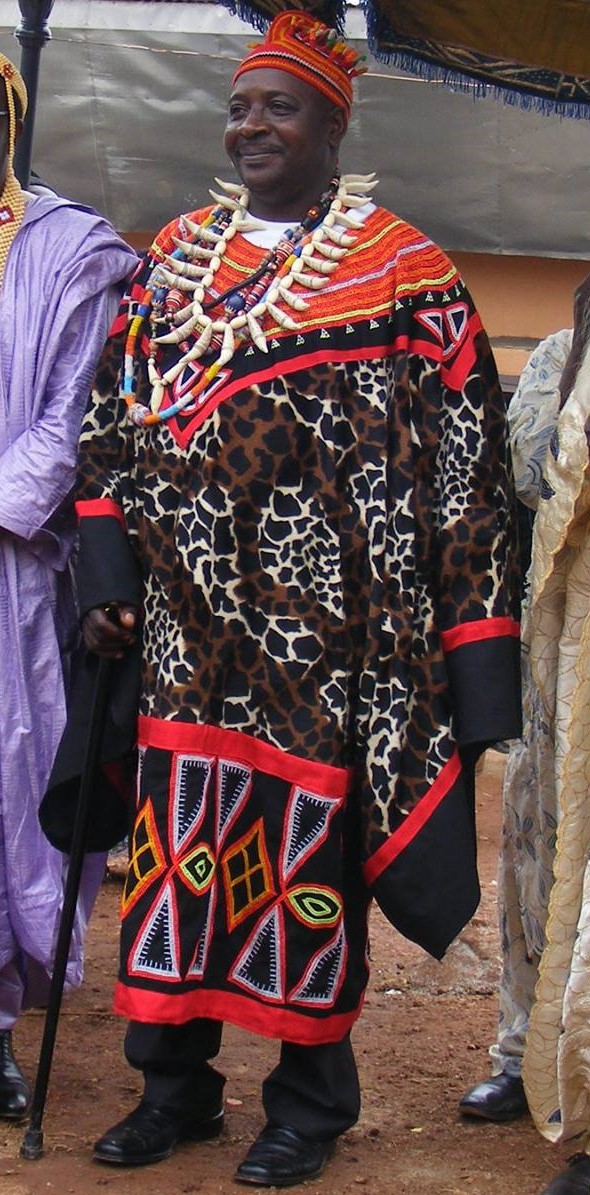
Sa Majesté Noussi Charly Constant, 12e roi de la dynastie des rois Baloum en 2014 arborant une tenue traditionnelle des chefs Bamiléké

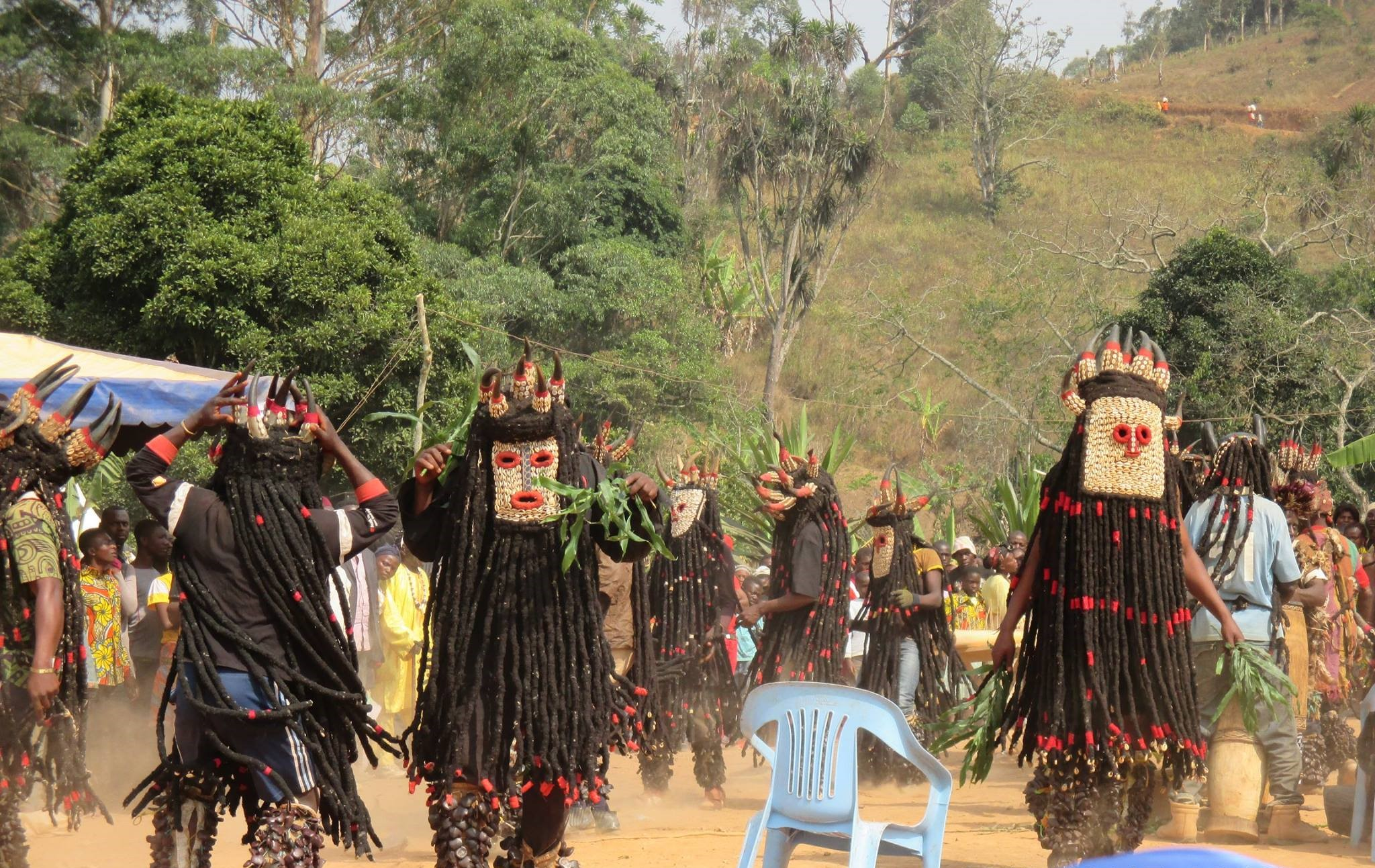
Danse Traditionnelle et secrète Kougang de la région de l'Ouest du Cameroun

La chefferie du groupement Baloum est une chefferie de second dégrée créée par Kepantang venu de Foréké par Dschang. De ce premier jusqu'à l'actuel[évasif] chef, le groupement Baloum compte une dynastie d'une douzaine de chefs.
1. Kepantang
2. Feubou
3. Ntamedzaak
4. Ngannekouet
5. Tsagnah
6. Kemlo
7. Tchouonvouog
8. Djouffo
9. Kueda
10. Pagwi
11. Pokam Maurice
12. Noussi Charly Constant

## Histoire
De façon générale, le groupement Baloum est entouré de cinq autres groupements : Bamendjou, Bamendou, Bansoa, Fomepia, Fotouni. Ces groupements de nos jours appartiennent à trois départements de la région de l’Ouest du Cameroun : Haut-Nkam, Hauts Plateaux, Menoua (dont Baloum fait partie). Notons que les limites de Baloum ont été modifiées au cours de l’histoire. Très souvent les modifications ont été précédées par des luttes meurtrières à machettes et des Lances. Du côté de Fomepia, la limite originelle est le lieu sacré dit Melounvoug, vers Bamendou c’était le cours d’eau Mecheung, vers Bansoa le carrefour Michel Penka (Wouang) et la route qui y va jusqu’au carrefour Baloum, vers Bamendjou c’était le lieu sacré situé au carrefour Tchoum. De nos jours, nous enregistrons une grande modification des limites du groupement.
Baloum est constitué de quatre grands villages : Bani, Millah, Zemya, Felah, Bassang
- Bani est constitué des populations venant de Fotouni et de Bamendou, et en minorité des Bororos qui pratiquent beaucoup plus l'élevage des bœufs et vivant parfois dans des zones très reculées.
- Felah est le village situé au centre du groupement Baloum. C'est dans ce village qu'est située la chefferie du groupement (donc on y trouve aussi le chef principal du groupement Baloum). Ses populations sont d'une variété extrême et de toutes ethnies confondues.
- Millah est une mosaïque des populations Bansoa et Bamendou.
- Zemya est une population issue de l'immigration des Bamendjou et des Bansoa.

## Géographie
Baloum, situé à une quinzaine de kilomètres Ouest-Sud-Ouest de Bafoussam, est entouré par les groupements de Bamendou, Bansoa, Bamendjou, Fotouni et Fomepia.
Ces groupements font partie de trois départements différents  de la région de l’Ouest du Cameroun : Haut-Nkam, Hauts-Plateaux, Menoua (Baloum en faisant aussi partie).

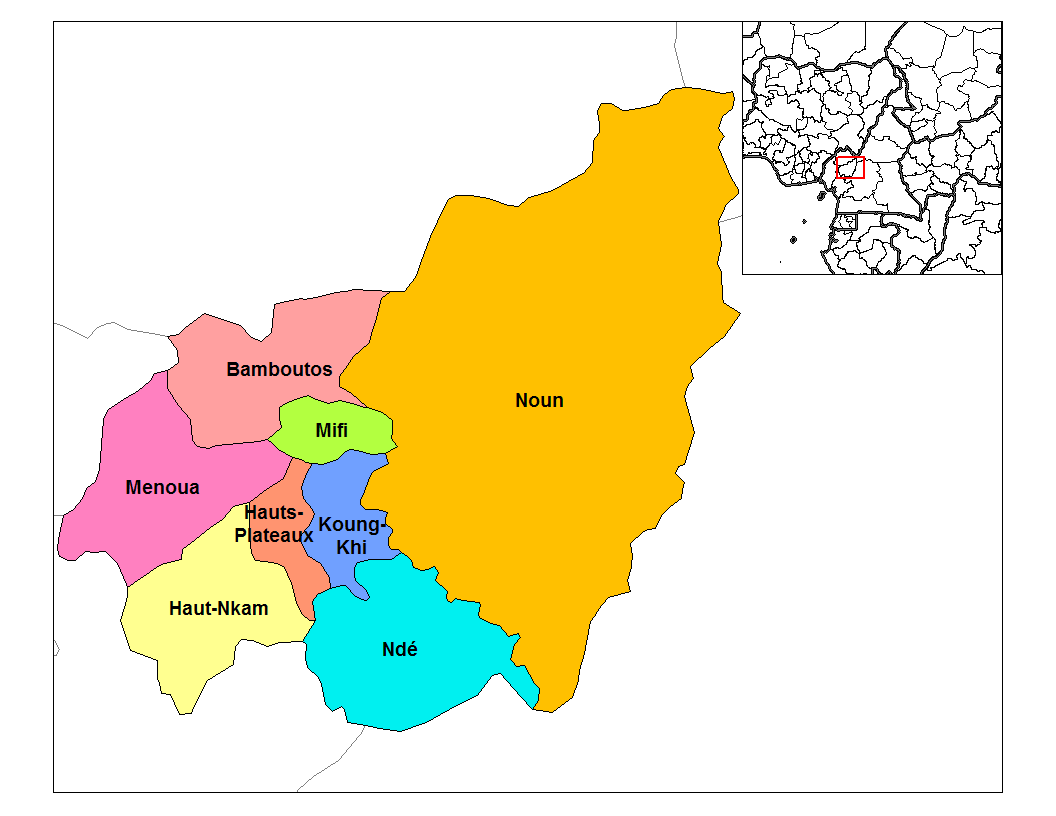
Départements de l'Ouest Cameroun.

Les limites du groupement Baloum ont été modifiées au cours de l’histoire. Très souvent les modifications ont été précédées par des luttes fratricides. Du côté de Fomepia, la limite originelle est le lieu sacré dit Melounvou, vers Bamendou c’était le cours d’eau Mecheung, vers Bansoa le carrefour Michel Penka (Gwouang) et la route qui y va jusqu’au carrefour Baloum, vers Bamendjou c’était le lieu sacré situé au carrefour Tchum.

### Relief

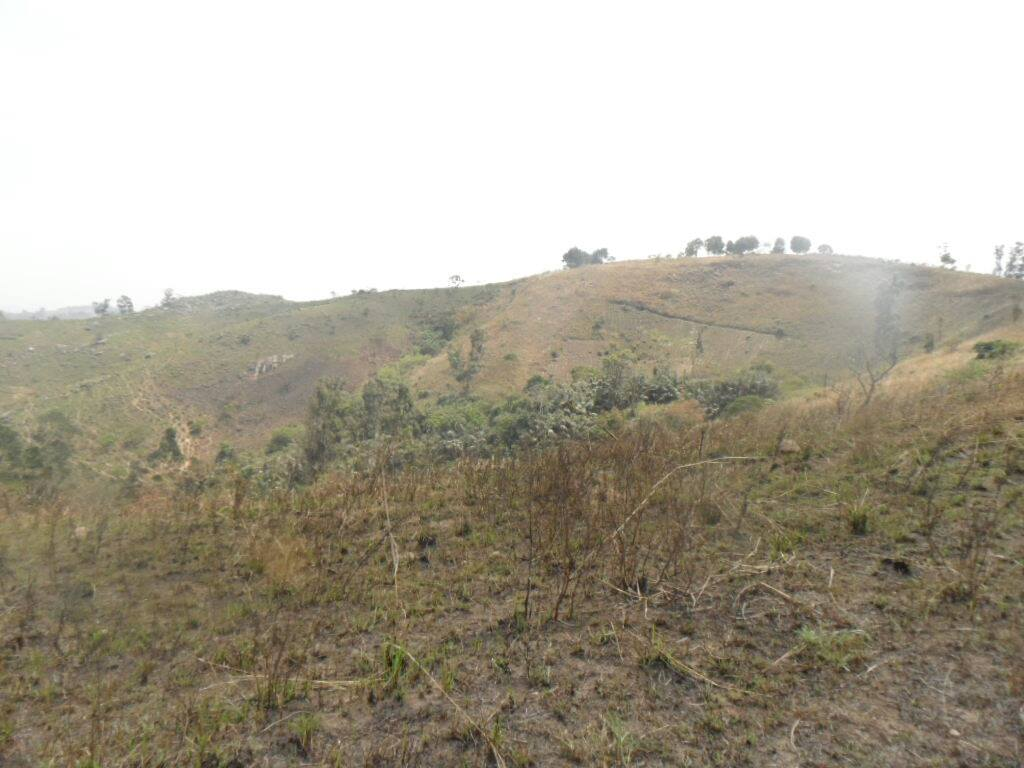
Une petite savane au quartier Doutset de Baloum

Baloum est une zone montagneuse et est situé presque au « dessus » de tous les villages qui l'entourent. Pour arriver à Baloum quelle que soit sa provenance et sa destination, on est toujours obligé de monter quelques kilomètres de collines. Une fois à Baloum, on retrouvera des terrains plats et des terrains montagneux.
Dans le groupement Baloum se trouve le plus haut sommet du département de la Menoua. Ce plus haut sommet est le « mont Baloum », appelé « mont Bani » par certains car il est situé dans le village Bani du groupement Baloum et plus précisément au quartier « Bimenghou ». Ce mont est vu de plusieurs coins du département de la Menoua et même au-delà de la région de l'Ouest. Le sommet de ce mont est estimé à 1 900 mètres au-dessus de la mer.

### Hydrographie
Baloum est traversé par plusieurs cours d'eau. ils ne sont pas vraiment grands mais très connus pour indiquer le déplacement dans le groupement. Les plus connus sont : 
- Celui qui prend naissance dans les ravins du quartier Toutset et passe par le quartier Felah en portant le nom de Tseue Tikeun proche de la place du marché Baloum. Ce même cours d'eau continue et se jette dans une petite rivière prenant naissance à Nkééh. Les deux cours d'eau continuent pour donner une chute importante à l'entrée du quartier Milah venant du marché Baloum. Cette importante chute est appelée Vak-Vak et pourrait servir à la construction d'un barrage hydroélectrique. Pas loin de la chute se trouve une autre traversée d'eau très importante nommée Sa'akouoh. Beaucoup d'enfants de Milah y vont pour nager et apprendre à nager. Encore plus loin ce cours d'eau porte d'autres noms : MeuemeVook avec une autre chute et constitue en plus un grand lieu sacré des habitants de Milah et de Baloum tout entier.
- Le cours d'eau prenant naissance dans les ravins du quartier Bassang a plusieurs sources qui se rencontrent au lieu-dit Zatseue et forment un important cours d'eau. ce cours d'eau se déversera plus tard dans celui venant de Felah, le tout formera ensuite le cours d'eau MeuemeVook et cheminera donc ensuite vers Bansoa.
- Le cours prenant naissance dans les ravins du quartier Bimenghou dans le village Bani, qui s'agrandit au cours de son chemin et comporte une importante chute dans les ravins du quartier Mekah. Ce dernier est rallié par une autre petite rivière avant de se jeter dans le cours d'eau Mecheung dans Bamendou.

À Baloum se trouvent les sources de plusieurs grands cours d'eau du Cameroun. Le Noun puise à Baloum, à partir de Bassang. La Nkam puise à Baloum, à partir de Po, Bani, Bimegou. Les cours d'eau de Menoua puisent à Baloum, à partir du versant du mont Baloum qui se tournent vers Dschang.

### Climat
Le climat dans le groupement Baloum est de type tropical. Au courant d'une année, on assiste à deux grandes saisons : la saison sèche s'étend du mois de décembre jusqu'à début mars et la saison pluvieuse de mars à mi-novembre. Chaque saison a ses caractéristiques bien précises ; la saison des pluies est la période des grandes cultures. Les cultivateurs commencent à préparer leurs champs à partir de février pour attendre le début des pluies en mars et commencer avec les semences de leurs graines et tubercules. Et à partir de mi-juillet, c'est déjà la récolte de certains produits; les récoltes continuent jusqu'à fin août et en même temps les villageois préparent déjà encore leurs champs pour les cultures des graines surtout et quelques tubercules comme les pommes de terre. Le début de la saison sèche en fin novembre permet aux différentes cultures de sécher au champ avant d'être récoltées à partir de mi-décembre.

### Élevage
Regorgeant de vastes savanes et de petites forêts ; Baloum est l'un des groupements avec plus de terres non cultivables et non exploitées de l'arrondissement de Penka-Michel. La plupart de ces zones non exploitées sont utilisées des villageois éleveurs de chèvres et surtout par les éleveurs de bovins pour faire paître leurs bétails.

### La faune
Baloum regorge aussi de certains animaux sauvages rares ou furtifs à l'instar de la panthère qui est une espère rarement rencontrée dans la vie de tous les jours. on peut aussi retrouver d'autres animaux comme les singes rouges, les singes, la biche brame, le lièvre, les perdrix, le rat, le hérisson, les tigres, et bien d'autres. Ces animaux sont plus ou moins nombreux selon leurs périodes de reproduction et selon la saison dont traverse le Groupement. La panthère est une espèce protégée qui sort rarement de sa cachette en journée. Les singes sont beaucoup plus visibles en saison pluvieuse surtout depuis la fin du mois d'avril jusqu'en juin.

## Économie

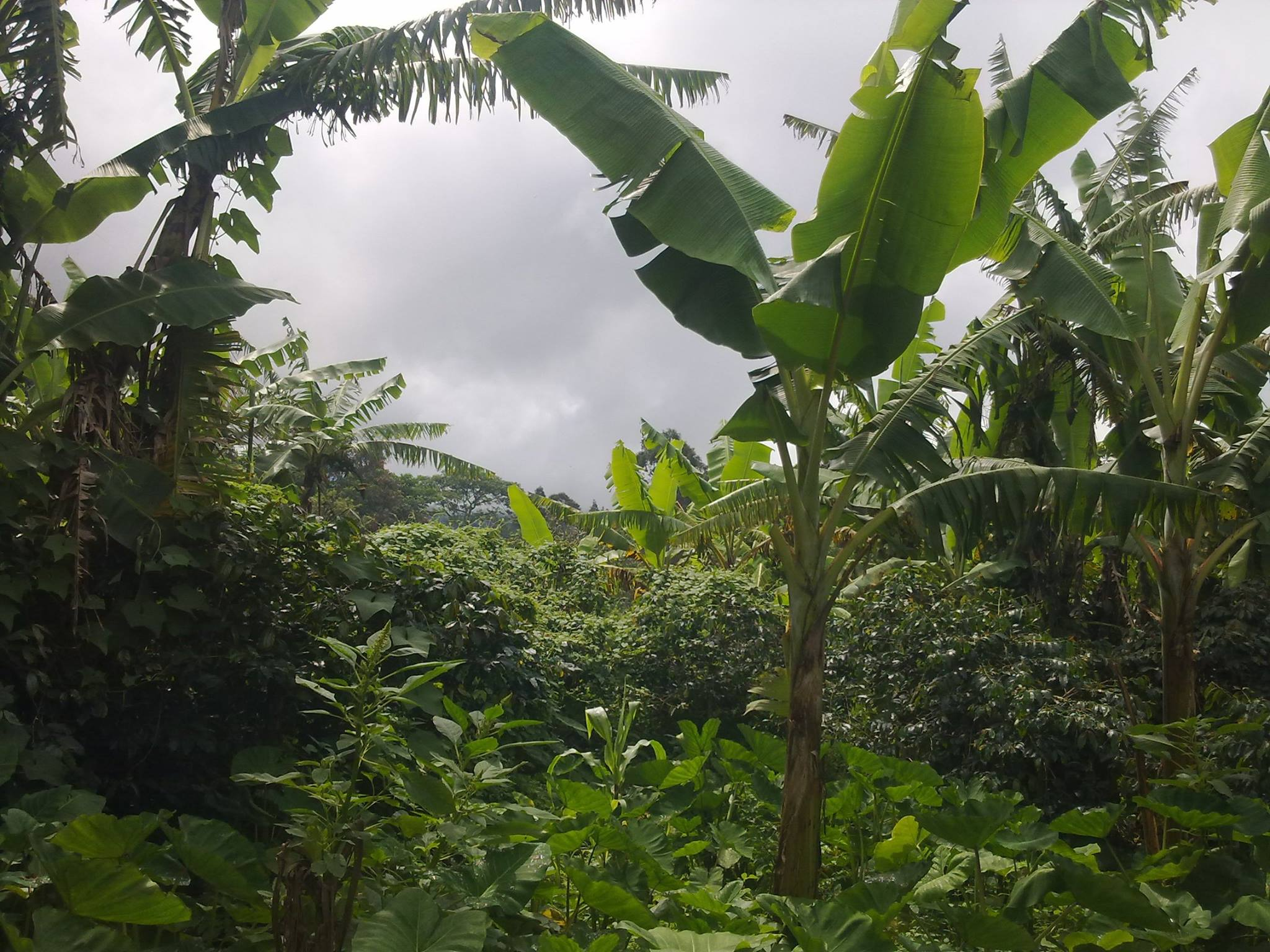
une plantation mélangée de plantain banane, café et macabo

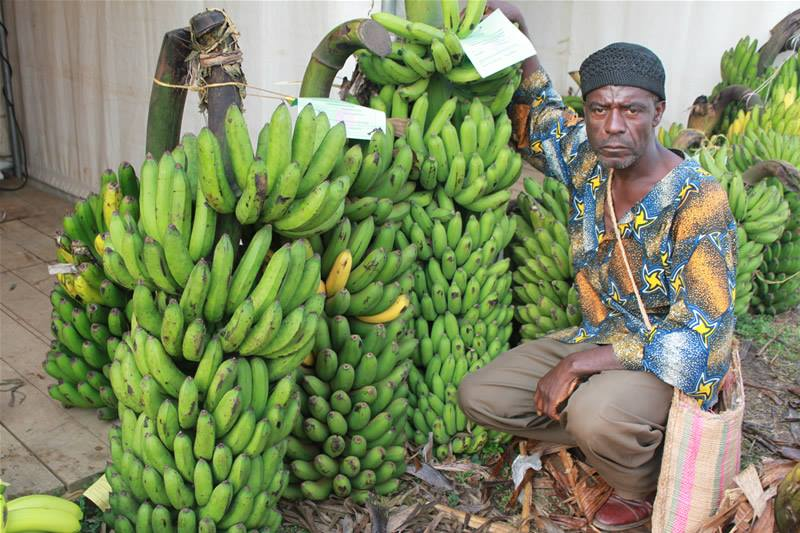
un cultivateur avec ses régimes de Bananes

L'économie des populations Baloum est basée sur l'agriculture, l'élevage. On y cultive du café, des carottes, des tomates, du haricot, poivrons, des pommes de terre, des patates et plusieurs autres légumes... Les jeunes y vivant, qui n'étudient plus pratiquent généralement de l'agriculture, la vigne, et sans sous oublier la profession de Moto-taximan; ils sont nombreux à le faire pour subvenir à leur besoin quotidien et nourrir leur famille. Certains pratiquent aussi de la chasse.

## Vie sociale et éducative

### Vie sociale
Les Baloums forment une société solidaire dont les ressortissants se retrouvent en réunions.
Hors du Cameroun on les retrouve beaucoup plus en Europe, en Amérique, au Canada et aussi en Asie.
La diaspora Baloum est fortement concentrée en Europe (France, Belgique, Italie, Allemagne, , etc.).
Au Cameroun, ils forment des réunions, des associations propres à chaque village du groupement (les Bani ont une réunion à danse propre à eux, les Felah, les Milah, , etc. ont chacun une réunion à danse propre dans chaque grande ville du Cameroun).
Parmi les différentes danse des ressortissants Baloum, on peut avoir :
- Le Mangassa; danse spéciale des Baloum de Bani
- Le Nka'ana danse spéciale des Baloum de Bassang
- Le KouaKoua danse spéciale des Baloum de Ndounké.
- Le Kouhgan

### Éducation

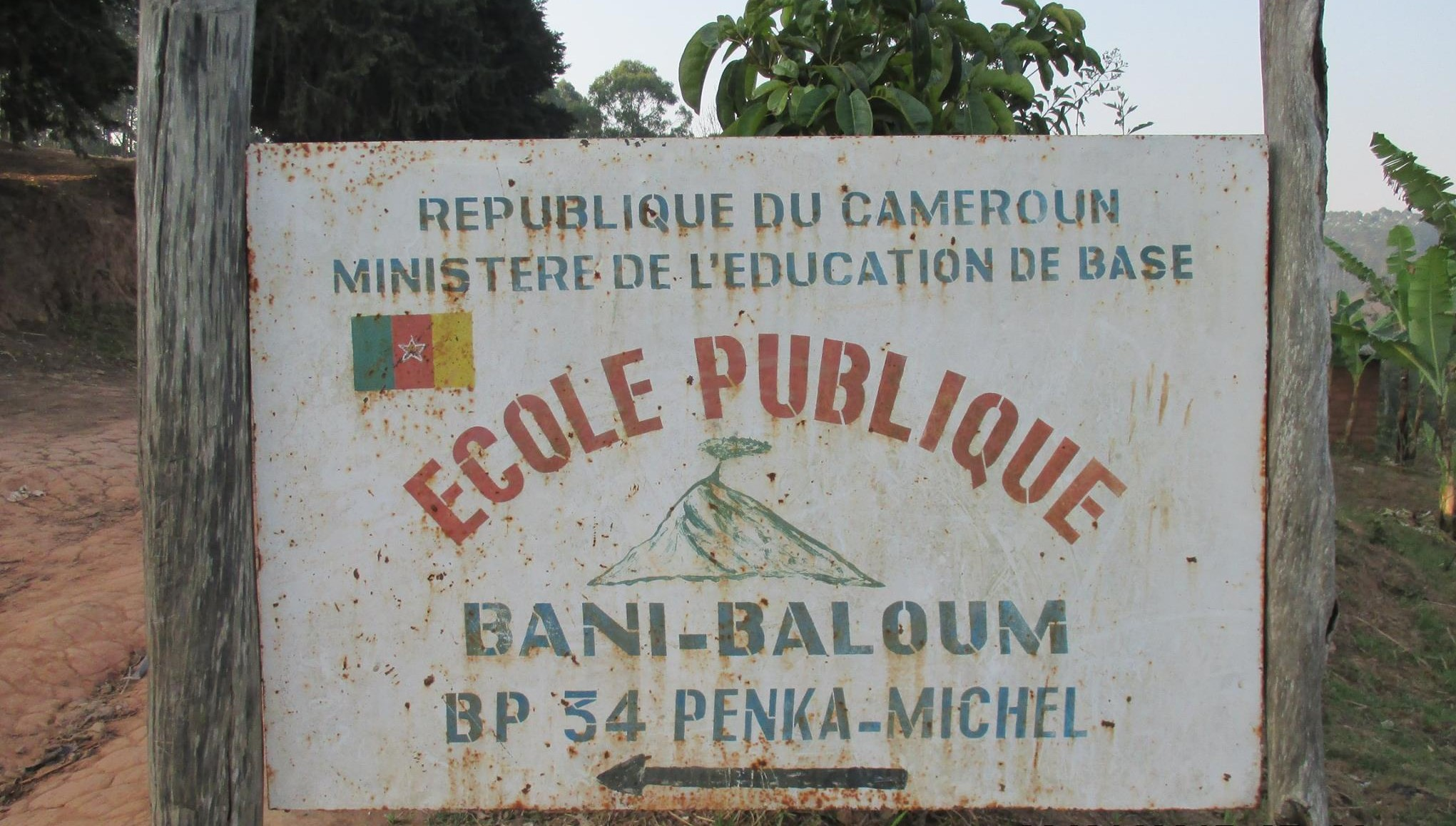
La plaque placée à l'entrée d'une école publique de Baloum

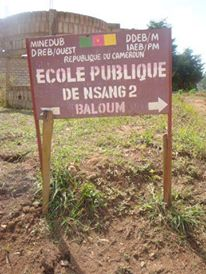
École publique de Nsang 2 à Baloum

Le groupement comporte plusieurs établissements secondaire et primaire.
On peut y compter pour le secondaire : 
- un Lycée Bilingue d'enseignements secondaire général(Lycée Bilingue de Baloum, Ex-CES de Baloum créé en 1999),
- un Collège (Collège Saint-Dominique de Baloum) sous direction catholique qui forme aussi les élèves jusqu'en Terminale, et
- un Collège d'Enseignement Technique Industriel et Commercial (CETIC, créé en 2007).

En ce qui concerne l'enseignement maternel et primaire, on peut dénombrer 
- environ 8 établissements
- une école bilingue (Bassang).
- une école maternelle bilingue (de la Chefferie)